# محمود الزعبی
محمود الزعبی (به عربی: محمود الزعبی) (متولد ۱۹۳۵ – درگذشته ۲۱ مه ۲۰۰۰) در شهر دمشق سوریه از تاریخ ۱ نوامبر ۱۹۸۷–۷ مارس ۲۰۰۰ تصدی نخست‌وزیری سوریه را برعهده داشت.

## زندگی سیاسی
او در ابتدا وزیر کشاورزی بود و در بین سال‌های ۱۹۸۱ م تا۱۸ فوریه سال ۱۹۸۷ م رئیس مجلس مردم سوریه بود و سپس جایگزین عبدالرئوف الکسم به عنوان نخست‌وزیری سوریه در سال ۱۹۸۷ شد و تا ۷ مارس ۲۰۰۰ منصب خود را حفظ کرد که به اتهام فساد از سمتش مجبور به استعفا شد و محکوم به حصر خانگی شد.
بعضی بر این باورند که حافظ اسد او را به دلیل مخالفت با به قدرت رسیدن بشار اسد او را برکنار کرده‌است.

## درگذشت بر اثر خودکشی
در ۲۱ مه سال ۲۰۰۰ زمانی که در حصر خانگی به سر می‌برد با شلیک گلوله به سر خود خودکشی کرد.
الزعبی در ۶۵ سالگی وفات یافت، و سه هفته بعد نیز حافظ اسد در ۱۰ ژوئن ۲۰۰۰ وفات یافت و مدتی بعد بشار اسد فرزند حافظ اسد به رئاست‌جمهوری رسید.